# Robert de Ferrers, 2. Baron Ferrers of Wemme
Robert de Ferrers, 2. Baron Ferrers of Wemme (* um 1376; † zwischen Mai 1395 und November 1396) war ein englischer Adliger.
Robert de Ferrers entstammte der alten englischen Adelsfamilie Ferrers. Er war das einzige Kind von Robert de Ferrers, 1. Baron Ferrers of Wemme und dessen Frau Elizabeth Boteler, 4. Baroness Boteler. Sein Vater starb bereits 1380 oder 1381, womit Robert zum Erben von dessen Gütern und dem Titel Baron Ferrers of Wemme wurde. Da die zweite und die dritte Ehe seiner Mutter kinderlos blieb, war er auch der potentielle Erbe ihrer umfangreichen Besitzungen, starb jedoch noch vor ihr. Er wurde nie in ein Parlament berufen.
Ferrers heiratete Joan Beaufort, eine Tochter von John of Gaunt, 1. Duke of Lancaster aus seiner nachträglich legitimierten Ehe mit Catherine Swynford. Mit ihr hatte er zwei Töchter:
- Elizabeth de Ferrers (um 1393–nach 1407) ⚭ John de Greystock, 4. Baron Greystock;
- Mary de Ferrers ⚭ Sir Ralph Neville († 1458), Sohn des Ralph Neville, 1. Earl of Westmorland.

Da er keine Söhne, sondern nur zwei Töchter hatte, fiel mit seinem Tod der Titel Baron Ferrers of Wemme in Abeyance. Seine Witwe heiratete vor dem 29. November 1396 in zweiter Ehe Ralph Neville, 1. Earl of Westmorland. Nach dem Tod von Robert de Ferrers Mutter Elizabeth de Botiler 1411 wurde deren Erbe zwischen seinen beiden Töchtern bzw. ihren Nachkommen aufgeteilt.